# Antoni Pach

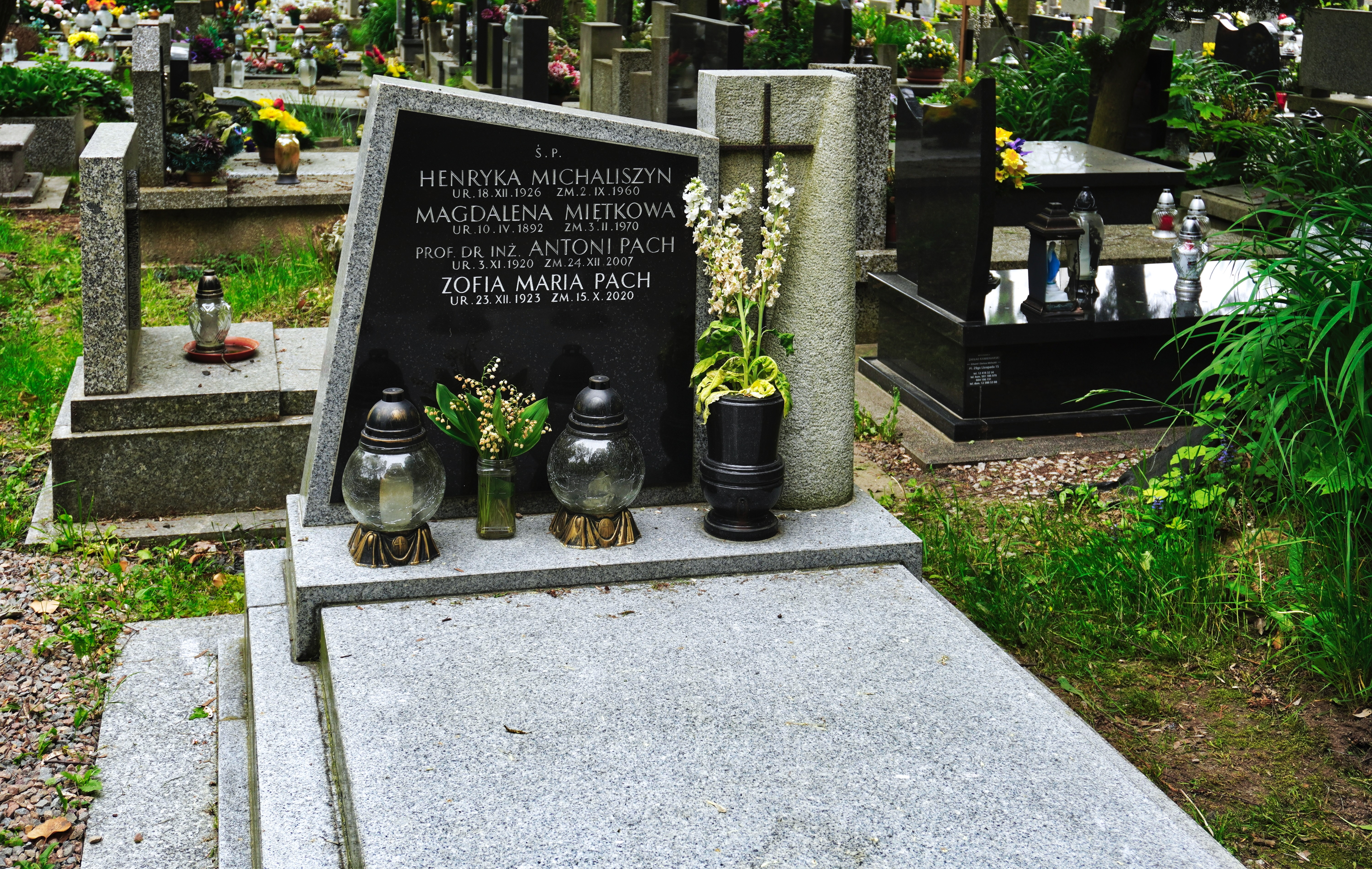
Grób Antoniego Pacha na cmentarzu Rakowickim w Krakowie

Antoni Klemens Pach (ur. 3 listopada 1920 w Pawlikowicach, zm. 24 grudnia 2007 w Krakowie) – polski specjalista w zakresie telekomunikacji.  

## Życiorys
Urodził się w rodzinie Franciszka, górnika w kopalni soli w Wieliczce, i Zofii z domu Windak. W latach 1932–1939 był członkiem ZHP. W 1939 r. ukończył (z wynikiem bardzo dobrym) Gimnazjum Ogólnokształcące w Wieliczce.  
W roku 1939 rozpoczął studia na Wydziale Telekomunikacyjnym Państwowej Szkoły Przemysłowej w Krakowie (podczas okupacji niemieckiej przekształcona w Staatliche Fachschule für Maschinenbau und Elektrotechnik (Państwową Szkołę Zawodową Budowy Maszyn i Elektrotechniki)). W 1941 r. ukończył tę szkołę uzyskując dyplom technika elektryka, po czym rozpoczął pracę w Urzędzie Telefoniczno-Telegraficznym w Krakowie jako technik w dziedzinie dalekopisowej telegrafii wielokrotnej. Mając dostęp do tajnych połączeń telekomunikacyjnych przekazywał o nich informacje Armii Krajowej.  
Po zakończeniu II wojny światowej, przeniósł się do Rejonowego Urzędu Telefonicznego i Telegraficznego w Gliwicach, gdzie pracował do marca 1947 r. W 1950 r. uzyskał w Katedrze Fizyki Politechniki Śląskiej stopień inżyniera elektryka. W 1964 r. uzyskał stopień doktora nauk technicznych na Akademii Górniczo-Hutniczej, w 1971 r. stopień docenta, a w 1982 r. tytuł profesora.  
Wykładowca AGH. Był inicjatorem kształcenia oraz badań naukowych w zakresie telekomunikacji. W latach 1972-1975 dziekan Wydziału Elektrotechniki Górniczej i Hutniczej, a w latach 1975–1978 Wydziału Elektrotechniki, Automatyki i Elektroniki; profesor nadzwyczajny, kierownik Katedry Telekomunikacji (1991, 1991–1995 (1/2 etatu)).  
Od 1969 r. był członkiem Polskiego Towarzystwa Cybernetycznego. Był założycielem i do 1991 r. przewodniczącym Oddziału PTC w Krakowie. Wchodził również w skład Rady Naukowej PTC. W 1992 r. uzyskał tytuł honorowego członka PTC.
Od 23 lipca 1949 był mężem Zofii Marii (1923–2020). Ich synowie: Andrzej (ur. 1952) jest profesorem telekomunikacji, a Krzysztof (ur. 1954) - doktorem medycyny w zakresie chirurgii.
Zmarł w Krakowie, pochowany 31 grudnia 2007 r., na cmentarzu Rakowickim (kwatera LXIII-płd-6).
Jego synem jest Andrzej Pach (ur. 1952), również profesor telekomunikacji, wykładowca AGH.

## Publikacje
- Niektóre problemy automatyzacji w kształceniu. Wyd. AGH, Kraków 1975.
- Wybrane zagadnienia z elektrotechniki dla studiów doktoranckich i indywidualnych. Cz. 2. Wyd. PŚ, Gliwice, 1976. (wspólnie z Zdzisławem Zurzyckim i Markiem Grodzkim).

## Ordery i odznaczenia
- Krzyż Kawalerski Orderu Odrodzenia Polski
- Złoty Krzyż Zasługi
- Medal Komisji Edukacji Narodowej
- Złota Odznaka „Zasłużony Pracownik Łączności”
- Złota Odznaka PTC
- Złota Odznaka Honorowa NOT
- Srebrna Odznaka Honorowa NOT
- Srebrna Odznaka „Za Pracę Społeczną dla miasta Krakowa” (1969)[4]

Źródło:.

## Upamiętnienie
W 2009 r., podczas obchodów 90-lecia AGH, odsłonięto tablicę i nadano pawilonowi D-6 (pawilon Katedry Telekomunikacji) imię prof. Antoniego Pacha.